# Romedenne
Romedenne is een plaats en deelgemeente van de Belgische gemeente Philippeville. Romedenne ligt in de provincie Namen. Romedenne ontstond als zelfstandige gemeente in 1901 toen het werd afgesplitst van Surice en bleef dit tot 1 januari 1977.

## Demografische ontwikkeling
- Bronnen:NIS, Opm:1831 tot en met 1970=volkstellingen, 1976= inwoneraantal op 31 december

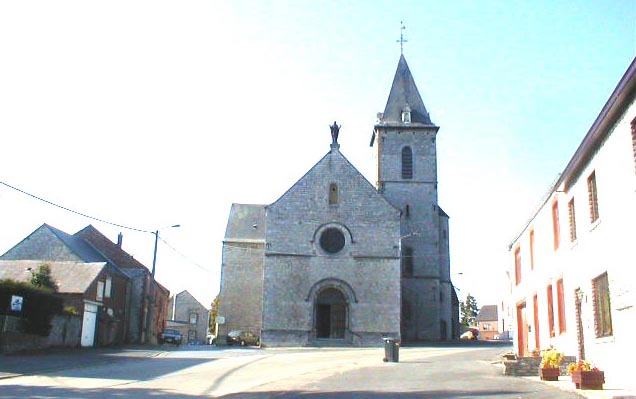
Kerk in Romedenne

Fagnolle · Franchimont · Jamagne · Jamiolle · Merlemont · Neuville · Omezée · Roly · Romedenne · Samart · Sart-en-Fagne · Sautour · Surice · Villers-en-Fagne · Villers-le-Gambon · Vodecée

Belgische gemeenten · arrondissement Philippeville · provincie Namen · Wallonië